# Sip Song Chu Thai

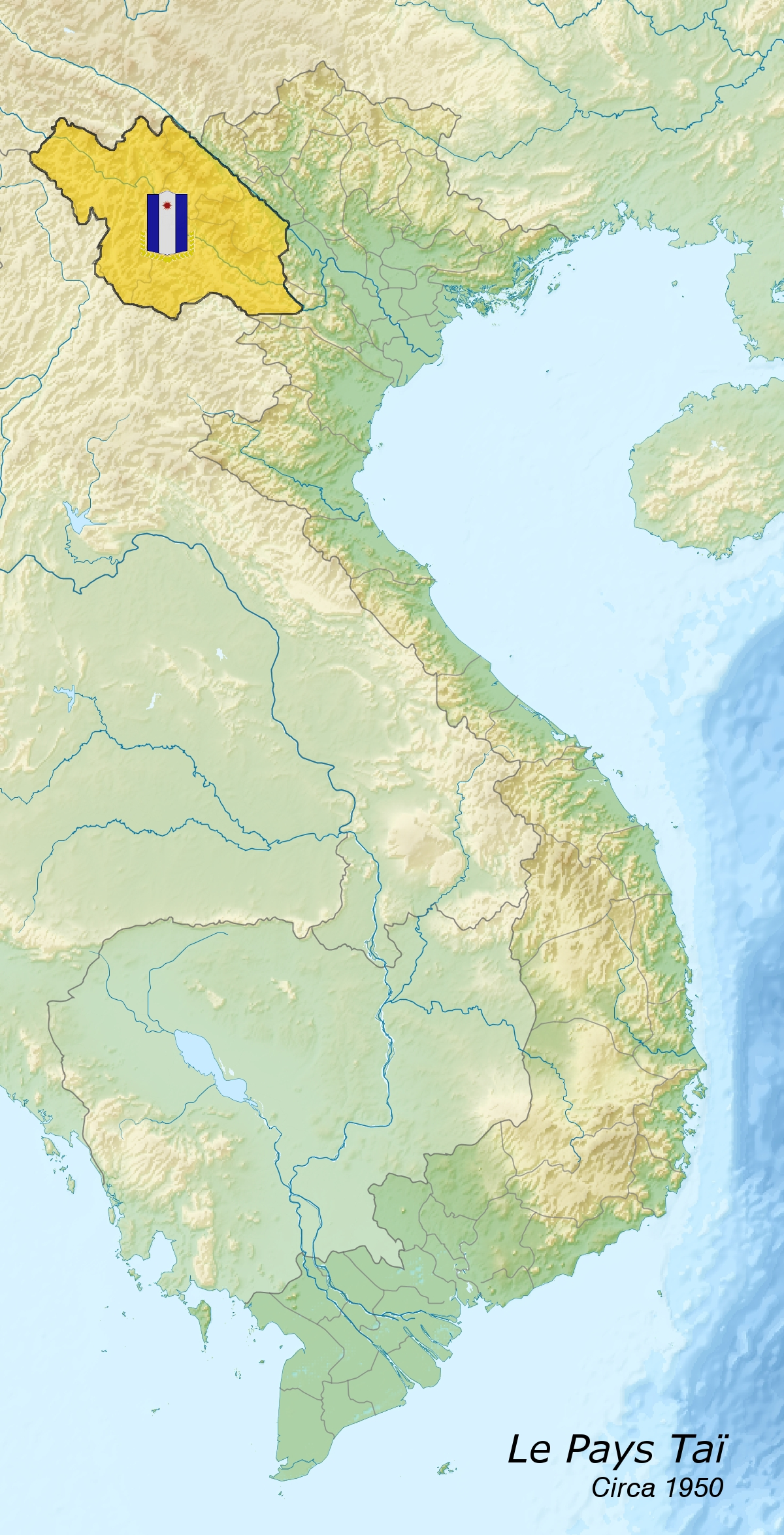
Lage der Sip Song Chu Thai bzw. Pays Thaï in Vietnam

Sip Song Chu Thai oder Sipsong Chao Tai (übersetzt: „Zwölf Kantone der Tai“; vietnamesisch Mười hai xứ Thái; thailändisch สิบสองจุไทย oder สิบสองเจ้าไท, laotisch: ສິບສອງຈຸໄຕ oder ສິບສອງເຈົ້າໄຕ) war eine Föderation von Stammesfürstentümern (Müang) der Tai Dam („Schwarzen Tai“), Tai Dón („Weißen Tai“) und Tai Daeng („Roten Tai“) im gebirgigen Nordwesten des heutigen Vietnam.

## Geschichte

### Vorkoloniale Zeit
Das Tal des Schwarzen Flusses (Sông Đà) im heutigen Nordwestvietnam ist vermutlich seit dem 5. bis 8. Jahrhundert von Tai-Völkern besiedelt. Müang Thaeng (oder Muang Thanh), ein Stammesfürstentum der Tai Dam im Gebiet der heutigen Stadt Điện Biên Phủ, trug denselben Namen wie das sagenhafte Reich von Khun Borom, dem legendären Stammvater der Lao, Thai, Shan und Hochland-Tai, die sich später über die heutigen Staaten Laos, Thailand, Myanmar, den Nordosten Indiens und den Süden der chinesischen Provinz Yunnan verbreiteten.

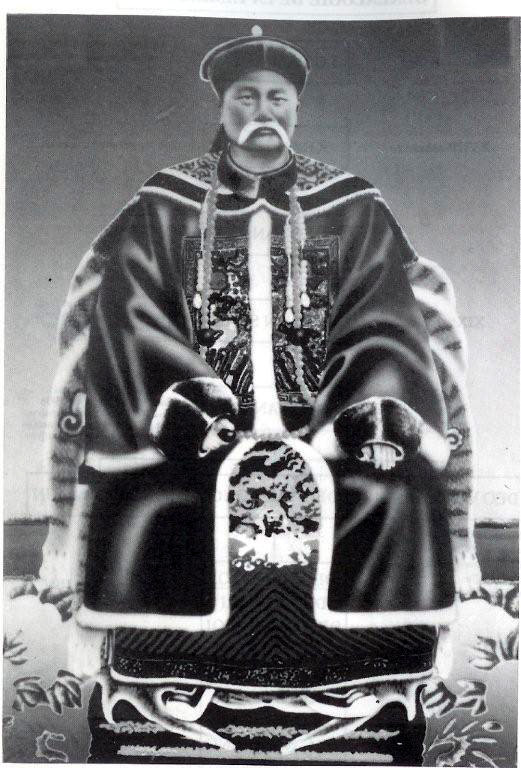
Fürst Đèo Văn Trị in der Amtstracht eines chinesischen Mandarin (keine Jahresangabe)

Wie bei anderen Tai-Völkern waren auch bei den Tai Dam, Tai Dón und Tai Daeng die wichtigsten sozialen Einheiten das Dorf (ban) und die aus jeweils mehreren Dörfern bestehenden Fürstentümer (müang), die von je einem Feudalherrn (chao) regiert wurden. Lebensgrundlage der Tai war der Nassreis-Feldbau, weshalb sie in den Tälern entlang von Flussläufen siedelten. Mehrere dieser Müang auf dem Gebiet der heutigen vietnamesischen Provinzen Điện Biên, Lai Châu, Sơn La, sowie westlichen Teilen von Lào Cai und Yên Bái schlossen sich zu einer lockeren Allianz zusammen. Dabei hatte mal der eine, mal der andere Fürst eine Vorrangstellung gegenüber den anderen. Diese Föderation war spätestens ab dem 17. Jahrhundert formalisiert, es entstanden jedoch keine festen staatlichen Strukturen. Die Zahl der Fürstentümer schwankte, die „zwölf“ im Namen ist eher symbolisch zu verstehen. 
Die Sip Song Chu Thai mussten zeitweise Tribut an China, Vietnam, Lan Xang bzw. Luang Prabang (im heutigen Laos) und Siam (Thailand) entrichten, zu deren sich überschneidenden Einflusszonen (Mandala) sie gehörten. In inneren Angelegenheiten behielten die Tai-Fürstentümer aber weitestgehende Autonomie. Umgekehrt übten die Sip Song Chu Thai zeitweise die Oberherrschaft über Hua Phan Thang Hok, eine Konföderation von sechs Fürstentümern der Tai Nüa auf dem Gebiet der heutigen laotischen Provinz Houaphan aus.

### Autonomie unter französischem Protektorat
Obwohl sie stärkere ethnische und kulturelle Bindungen zu Laos hatten, wurden die Sip Song Chu Thai auf Betreiben des französischen Entdeckers und Kolonialrepräsentanten Auguste Pavie 1888 in das französische Protektorat Tonkin eingegliedert und somit Teil von Französisch-Indochina. Pavie schloss am 7. April 1889 einen Vertrag mit dem Tai-Dón-Fürsten Đèo Văn Trị (eigentlich Chao Khamhum oder Kam Oum; ca. 1840–1909) von Müang Lai (Lai Châu). Demnach ließen die Kolonialherren die Tai-Stammesfürsten des Pays Thaï („Land der Tai“) auf ihren Thronen und erlaubten ihnen, eigene Angelegenheiten weitgehend selbstständig zu regeln.
Während des Zweiten Weltkriegs wurden auch die Tai-Staaten von japanischen Truppen besetzt. Die Bevölkerung wurde zu unbezahlter Zwangsarbeit herangezogen, unter anderem, um in Điện Biên Phủ einen Flugplatz zu bauen.

### Indochinakrieg

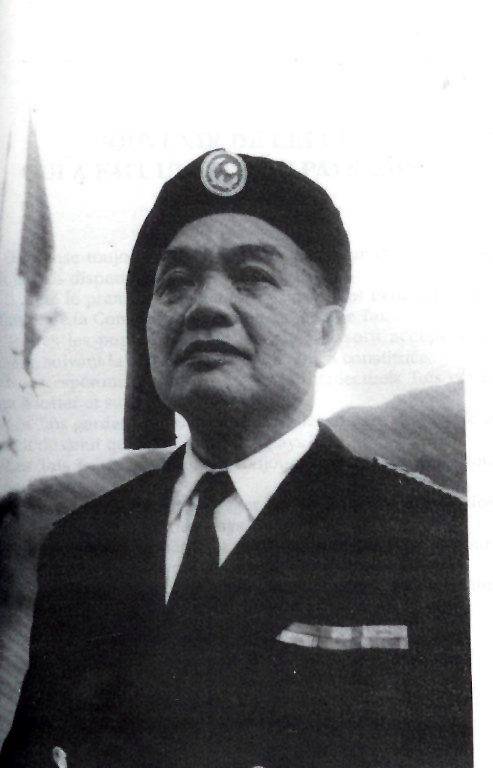
Fürst Đèo Văn Long

Während des Indochinakriegs erklärte die französische Kolonialverwaltung die Fédération Thaï („Tai-Föderation“; Eigenbezeichnung Phen Din Tai; vietnamesisch Khu tự trị Thái) 1948 zu einem eigenständigen Bestandteil der Union française. Dazu gehörten die damaligen Provinzen Lai Châu, Sơn La und Phong Thổ. Die Föderation hatte eine eigene Flagge, eine Verfassung und ein Parlament. Zu ihrem Präsidenten auf Lebenszeit wurde Đèo Văn Long (eigentlich Chao Phen Kham; 1887–1975), der Sohn Đèo Văn Trịs, ernannt. Lai Châu wurde die Hauptstadt der Föderation. Mehrere Kompanien der Tai kämpften auf französischer Seite sowohl gegen die kommunistischen Việt Minh als auch die nationalistische Việt Nam Quốc dân Đảng (VNQDD). Grund dafür war vermutlich auch das traditionelle Misstrauen der Tai gegenüber den Vietnamesen des Tieflandes, von denen sie eine Fremdherrschaft fürchteten, während die Franzosen ihnen Autonomie einräumten.
In dem Gebiet lebten aber nicht nur Tai, sondern auch andere, als „Bergvölker“ (montagnards) bezeichnete Ethnien, darunter Hmong, Yao, Yi (Lolo) und Khmu. Diese hatten eine den Tai untergeordnete Stellung. Đèo Văn Long monopolisierte die Macht bei sich sowie – mit Billigung der Franzosen – auch den Opiumhandel. Es kam infolgedessen zu internen Konflikten zwischen den Tai-Stämmen und ihren Fürsten. Đèo Văn Long setzte den Fürsten der Tai Dam von Müang Thaeng, Lò Văn Hặc, ab und setzte seinen eigenen Sohn auf dessen Thron. Ab 1950 hatte die Tai-Föderation den Status einer Krondomäne des von Frankreich gestützten vietnamesischen Kaisers Bảo Đại, ohne aber Teil des Staats Vietnam zu sein. Bảo Đại verzichtete zunächst darauf, einen Repräsentanten nach Lai Châu zu entsenden, sondern ließ die Regierungsgewalt in der Hand Đèo Văn Longs und der anderen Tai-Fürsten. Der Kaiser besuchte seine Domäne nur einmal, im Jahr 1952.
Ab 1952 rückten die Việt Minh nach Nordwesten vor. Sie wurden dabei von Angehörigen der anderen, von den Tai unterdrückten, Minderheiten unterstützt, aber auch von „Schwarzen Tai“, die ihrem abgesetzten Herrn Lò Văn Hặc die Treue hielten und der Dominanz der „Weißen Tai“ und der Đèo-Familie überdrüssig waren. Die Schlacht um Điện Biên Phủ von März bis Mai 1954 war eine entscheidende Schlacht des Indochinakriegs, die die Niederlage der Franzosen besiegelte. Mit der Anerkennung der Demokratischen Republik (DRV) in Nordvietnam auf der Indochinakonferenz endete auch die autonome Fédération Thaï und die jahrhundertealte Herrschaft der Feudalherren. Đèo Văn Long setzte sich nach Laos ab und ging schließlich ins Exil nach Frankreich. Er wurde nach Kriegsende in Abwesenheit zum Tode verurteilt. Zahlreiche Tai verließen ihre Heimat nach dem Krieg und übersiedelten nach Frankreich, Australien und den US-Bundesstaat Iowa.

### In der Demokratischen Republik Vietnam
Um keine ethnischen Unruhen zu riskieren, erklärte die DRV ihre nordwestlichen Provinzen – Lai Châu, Sơn La und Nghĩa Lộ – zur „Autonomen Region der Tai und Meo“ (d. h. Hmong; vietnamesisch: Khu tự trị Thái - Mèo), nach dem Vorbild der nationalen Autonomien im kommunistischen China. Die Region wurde 1961 in Autonome Nordwest-Region (Khu tự trị Tây Bắc) umbenannt, um nicht zwei Volksgruppen gegenüber den vielen anderen Ethnien hervorzuheben. Nach der Wiedervereinigung Vietnams 1975 wurde die Autonomie aufgehoben.